# (5328) Nisiyamakoiti
(5328) Nisiyamakoiti es un asteroide perteneciente al cinturón de asteroides, descubierto el 26 de octubre de 1989 por Seiji Ueda y el astrónomo Hiroshi Kaneda desde el Kushiro Marsh Observatory, Hokkaido, Japón.

## Designación y nombre
Designado provisionalmente como 1989 UH1. Fue nombrado Nisiyamakoiti en honor al astrónomo amateur japonés Koichi Nishiyama, observador de meteoros y cometas. Descubrió una nova en M33 en el año 2007. También es montañero, habiendo escalado el Kilimanjaro, el Elbrus y el Aconcagua.

## Características orbitales
Nisiyamakoiti está situado a una distancia media del Sol de 2,409 ua, pudiendo alejarse hasta 2,749 ua y acercarse hasta 2,070 ua. Su excentricidad es 0,140 y la inclinación orbital 6,916 grados. Emplea 1366,29 días en completar una órbita alrededor del Sol.

## Características físicas
La magnitud absoluta de Nisiyamakoiti es 13,8. Tiene 4,478 km de diámetro y su albedo se estima en 0,318.